# 日本聖殉教者教会
日本聖殉教者教会（CHIESA DEI SANTI MARTIRI GIAPPONESI）とは、イタリアの首都ローマの西北西にある港町チヴィタヴェッキアに立つカトリック教会のフランシスコ会に属する聖堂・教会。

## 建設の経緯
- 1549年 - イエズス会の宣教師フランシスコ・ザビエル、日本にキリスト教を伝える。
- 1587年 - 九州においてキリスト教と仏教・神道の信者の間で互いに迫害が起こっており、さらに日本人が奴隷として海外に売られている事実が発覚する。豊臣秀吉、バテレン追放令を発布。
- 1593年 - フランシスコ会のペトロ・バウチスタ神父、日比修交使節として来日。
- 1596年10月19日 - サン＝フェリペ号事件→キリスト教に対する警戒感が強まる。
- 1596年12月8日 - 秀吉は再び禁教令を公布。京都奉行の石田三成に京都に住むキリスト教徒全員を捕縛して処刑するよう命ずる。
- 1597年1月 - 石田三成、ペトロ・バウチスタ神父ら24名のキリスト教徒を捕縛、長崎へ送る。途中で2名が加わる。
- 1597年2月5日 - 長崎の西坂刑場で26名のキリスト教徒が十字架刑により殉教。
- 1615年10月18日 - 支倉常長を副使とする通商交渉を目的とする遣欧使節団、イタリアのチヴィタヴェッキア港に上陸し、ローマに向かう。
- 1858年 - 日米修好通商条約の締結によって200年を超える鎖国は幕を閉じる。
- 1862年6月8日 - 教皇ピウス9世、長崎の西坂刑場で殉教した26人を列聖→日本二十六聖人
- 1864年 - 支倉常長ゆかりのチヴィタヴェッキアにあるフランシスコ会修道院の聖堂を《日本聖殉教者教会（CHIESA DEI SANTI MARTIRI GIAPPONESI）》と名付けて改修し、献堂した。
- この時の改修は、現地の職人の手で行われた。26聖人の姿が描かれていたというが、開国後間もない日本の状況はまだイタリアには届いていなかったためか、風体や服装は中国人とほとんど変わらない無国籍のものだったという。ここを訪れた日本人は、これを見て落胆した。
- 第二次世界大戦では、港がナチス=ドイツの潜水艦基地となったため、連合軍の激しい空襲で、この教会もひどい被害を受けた。終戦後、復興に際して内部装飾のために長谷川路可が招聘された。

## 壁画制作の経緯
- 1950年12月 - 長谷川路可、聖年に際して渡伊。
- 1951年1月 - 金山政英駐バチカン代理公使に面会、《日本聖殉教者教会》の内装を依頼され、受諾.
- 1951年1月 - 《日本聖殉教者教会》壁画構想に取りかかる。
- 1951年5月 - 下絵完成。
- 1951年7月 - チヴィタヴェッキアのフランシスコ会修道院に寄宿はじめる。
- 1951年8月 - 壁画制作に着手。
- 1951年12月 - 後陣中央壁画面完了。
- 1954年2月 - 祭壇を囲む正面殉教図5画面と天井画完了し、信徒席周辺6箇所の小祭壇の壁画制作にとりかかる。
- 1954年10月 - コンスタンティーニ枢機卿、井上孝冶郎駐バチカン公使を迎えて、壁画完成の祝別式。チヴィタヴェッキア市名誉市民に列せられる。
- 1957年 - 下絵などを積載した英国船シロン号がスエズ運河で沈没したため、壁画資料は遺失。
- 1960年11月 - 伊太利チヴィタヴェッキア修道院に於ける日本二十六聖人殉教大壁画の完成により第8回菊池寛賞受賞。

## 壁画の概要

### 後陣および聖壇
- 後陣正面 西坂の刑場
  - 聖フランシスコ・ブランコ　
  - 聖ペトロ・バウチスタ
  - 聖ルドビコ茨木
  - および3人の刑吏
- 後陣左側 西坂の刑場
  - 聖コスメ竹屋
  - 聖ヨハネ絹屋
  - 聖ヨアキム榊原
  - 聖ヨハネ五島
  - 聖フィリッポ・デ・ヘスス
  - 聖フランシスコ・デ・サン・ミゲル
  - および3人の刑吏と5人の婦人たち
- 後陣右側 西坂の刑場
  - 聖パウロ鈴木
  - 聖パウロ三木
  - 聖ガブリエル伊勢
  - 聖フランシスコ医師
  - 聖ディエゴ喜斎
  - 聖マルチノ・デ・ラ・アセンシオン
  - 聖ゴンザロ・ガルシア
  - および4人の刑吏
- 聖壇左側 彼杵の浦で船出を待つ囚人たち
  - 聖マチアス
  - 聖パウロ茨木
  - 聖ペトロ助四郎
  - 聖トマス談義者
  - 聖アントニオ
  - および5人の警護武士、うち1人は騎乗
  - 長谷川路可の自画像
- 聖壇右側 慶長6年1月9日、住吉在枝川の堤の茶店の脇で、長崎に曳かれて行く途中の切支丹の後を追いかけ、自分も仲間に加えて欲しいと嘆願する大工の聖フランシスコ吉。
  - 聖ミカエル小崎
  - 聖ボナベントゥラ
  - 聖トマス小崎
  - 聖レオン烏丸
  - 聖フランシスコ吉
  - および5人の町人

### 天井画
- 後陣
  - 正面:聖母子像（桃山時代の正装をした聖母マリアと幼子イエス）
  - 左側:聖フランシスコ・ザビエル
  - 右側:アッシジの聖フランシスコ
  - 頂上:天の眼
  - 後陣と聖壇の境界には2本の帯で仕切られており、久留子紋と伊達政宗が豊臣秀吉から賜った桐紋を交互に配している
- 聖壇
  - 左側:支倉常長
  - 右側:聖フェルミナ（チヴィタヴェッキアの守護聖人）

### 礼拝室側壁小聖壇
- 左側奥
  - 聖ペトロと聖パウロ
- 左側中央
  - 幼いキリストを抱く聖ヨゼフ
- 礼拝室左側側壁手前
  - アッシジの聖フランシスコ
- 礼拝室右側側壁奥
  - 聖処女マリアの像
- 礼拝室右側側壁中央
  - みこころのキリスト像
- 礼拝室右側側壁手前
  - 幼いキリストを抱く聖アントニオ

## その後
- 1967年6月 - 長谷川路可、教皇パウロ6世に招聘され渡伊。残された礼拝堂天井画制作の打合せを行う。
- 同年6月30日 - ローマで脳溢血発病。
- 同年7月3日 - 午前5時、脳溢血のため、メルチェデ病院(ローマ)にて死去。
- 同年7月7日 - 日本聖殉教者教会においてチヴィタヴェッキア市葬

座標: 北緯42度5分9秒 東経11度48分5.2秒 / 北緯42.08583度 東経11.801444度